# Teerling (standerdmolen)

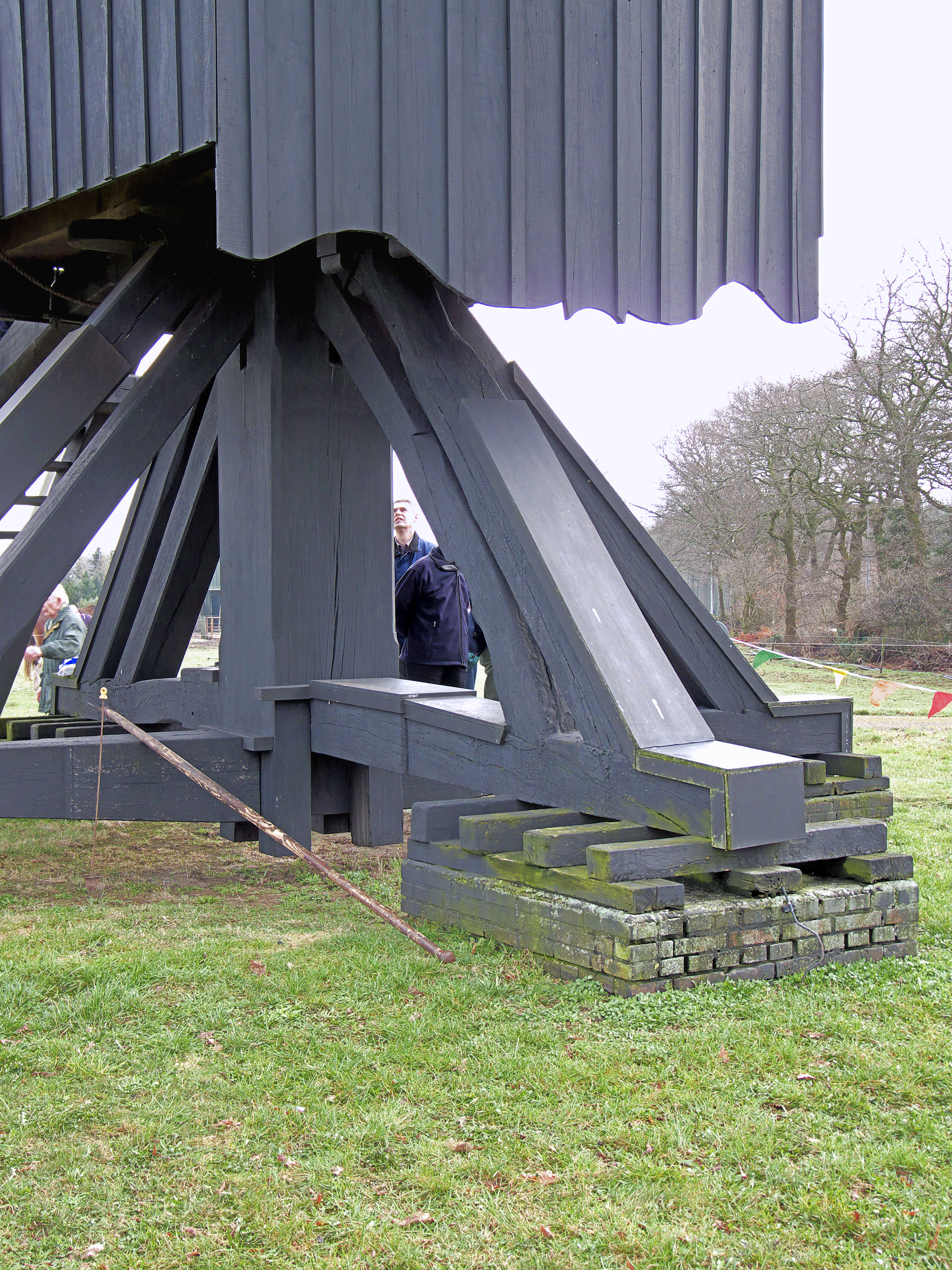
Een teerling van de Standerdmolen Ter Haar.

Teerlingen of stiepen zijn de vier gemetselde vierkante of rechthoekige funderingspalen van een standerdmolen. In Nederland staan deze gewoonlijk in de vier windrichtingen opgesteld.
Van deze teerlingen zijn er meestal twee hoger dan de andere, omdat de platen die erop rusten, de kruisplaten, over elkaar heenlopen en er dus een verschil in hoogte is. De hoge teerlingen ("hoogteerlingen") staan vaak noord-zuid.
De kruisplaten rusten niet direct op de teerlingen, maar op zogenoemde zonneblokken. Dit zijn stukken hout die optrekkend vocht uit de teerlingen moeten tegenhouden.
In Nederland en België rusten standerdmolens altijd op teerlingen. In andere gebieden, zoals Midden-Europa, staat de voet van een standerdmolen vaak los op de grond.